# 川陝哲羅鮭
虎嘉哲羅魚（學名：Hucho bleekeri），又名川陝哲羅鮭、布氏哲羅鮭、虎魚、貓魚、虎嘉魚、四川哲罗鱼，爲輻鰭魚綱鮭形目鮭科的其中一種。本魚已被中國列入中國國家重點保護野生動物名錄中第一級的保護物種，IUCN則未做評估。

## 分布
本魚分布於中國四川省西北岷江上游的灌縣汶川等地，沿大渡河上游到青海省境內，秦嶺南麓的漢江上游支流湑水河及太白河等地。

## 特徵
體延長，微側扁，背腹部不隆起。頭大，細長而尖，呈均勻的曲線型。口大，斜位而側裂；上頜略長於下頜。上頜骨細長，伸向眼的後緣。吻寬而尖。眼較大，側端較上位和較前位。前上頜骨、上頜骨、黎骨和舌骨均有牙。鰓孔寬，與頰部游離。背鰭起點至尾鰭距離略近於吻端距離；脂鰭稍近於尾鰭基部；胸鰭尖，腹鰭位於背鰭基部後緣之下方，尾鰭深凹型。鱗小，矩形，腹鰭基腋鱗3枚。側線完全，平直。背部深灰色，兩側和腹部白色，體側有許多分散而不規則的小黑點，並有7條暗黑色縱帶，其他各鰭灰色。體長可達120公分。

## 生態
本魚棲息於四川陝西邊緣地區700至1000公尺的山麓溪流中，多為兩側高山遮蔽、河道狹窄、水流湍急、含氧量高、水溫低的水域。牠的體色乃是與棲息環境相適應的保護色。生長緩慢，性成熟期長。在流水礫石水底進行繁殖。以捕食各種魚類、水生昆蟲、蛙類及鼠類等。
原產於四川岷江，是當地的重要名貴經濟魚類，以富含脂肪、肉味鮮美而著稱。本魚原係北寒帶種類，是冰川期從北方經日本海向南遷移的孑遺種類，對於物種演化、保护等研究，具有重要意義。

## 資源現況
在1960年代，在岷江上游及其支流興建了一些小型發電站，同時位了流放木材的需要也疏浚河道；沿岸有些工廠向河川排污，污染了水源，尤其在河道兩側山波大量砍伐樹林，造成植被破壞，大量土石流入河中，引起堵塞，這些都破壞本魚的棲息地，使牠們數量遭到大量破壞。
据报道，川陕哲罗鲑（虎嘉鱼）在青衣江、岷江已经绝迹，在大渡河仅分布在上游的麻尔曲-马柯河的四川马尔康市日部乡至青海班玛县境内的河段；在陕西仅见于褒河上游的太白县太白河上游河段。

## 保護對策
學者指出，保護此魚有以下的方法：
1. 移地保護：中國西部的青藏高原邊緣地帶的山區河流，沿岸多森林草原，餌料豐富，而且水溫低、含氧量高，適合其生存於此。
2. 在山區建立適合其棲息的自流灌溉人工蓄養池。